# サラリーマン清水港
『サラリーマン清水港』（サラリーマンしみずみなと）は、1962年1月3日に東宝系で公開された日本映画である。カラー。東宝スコープ。
キャッチコピーは「富士と並んで日本一! 東宝サラリーマン喜劇決定版!」。

## 概要
『社長』シリーズ第12作。本作も『サラリーマン忠臣蔵』正続同様、タイトルに『社長』の名は入っていないが、『社長』シリーズの1本である。しかし『サラリーマン忠臣蔵』正続の監督が杉江敏男だったのに対し、本作と次作『続サラリーマン清水港』はシリーズの中心監督・松林宗恵が担当する。
『次郎長三国志』をモチーフにしており、清水次郎長一家を酒造会社に見立てている。
出演者は森繁久彌・加東大介・小林桂樹らお馴染みの顔に、『サラリーマン忠臣蔵』正続では未登場だった三木のり平と英百合子が出演、また前年デビューした藤山陽子が本作から『続・社長紳士録』までレギュラー出演する。またフランキー堺が本作のみ出演、その軽妙なキャラが好評となり、次々作『社長洋行記』（監督：杉江敏男）よりレギュラーに加入する。

## ストーリー
静岡県は清水市に、「株式会社清水屋」という一流の酒造会社が有った。清水屋は、恐妻家で浮気者の社長・山本長五郎を筆頭に、真面目で常に会社の事を考えている大柾専務、軽妙で回りくどい言い方が癖の小政工場長、遠州森の生まれで酒豪で喧嘩っ早い「石松」こと石井松太郎秘書課長、そして口八丁手八丁の社員の計28人で構成されており、「清水屋二十八人衆」と呼ばれていた。
今日は香港から華僑バイヤー・邱六漢（キュー・ロッカン）が来日しており、清水屋は特級清酒「次郎長正宗」を売ろうと懸命、なにしろ商売敵の「黒駒醸造」も邱を狙っているのだ。そんな折、小政が本社に現れ、黒駒が作ったウイスキー「ブラックホース」に対抗すべく、ウイスキーを作った事を教え、そして名前を「マウントフジ」と決めた。やがて邱がホテルにいる事を知った長五郎は、邱を日頃通っている料亭に案内し、「次郎長正宗」を勧めた。ところが邱は一言、「まずい!」と言った。あわてた長五郎はバー「バタフライ」に河岸を変え、今度は「マウントフジ」を勧める。ところがこれも「アルコールの色付きだ!」とけなされた。まずい事に「バタフライ」には黒駒醸造の社長・黒田駒造が来店していた。チャンスだと思った黒田は、「ブラックホース」を勧めた所、邱は「うまい!」と宣言した。長五郎大ショック! こうなったら、近々開催される「創立30周年記念式典」で挽回するしかない。
そして開催当日、邱が再びやって来た。喜ぶ長五郎。一方石松は、ガールフレンドである秘書・青木妙子を待っていた。そこへ石井家の居候で清水屋社員の追分進吾から、「今度僕は妙子と婚約する事となった」と言わされ、石松大ショック! おかげで余興の「ちゃっきり節」も、石松は身が入らなくなり、小政を突き飛ばして余興はメチャクチャ。その夜邱は、石松が清水屋製の焼酎「清水湊」で自棄酒をあおっているのを見て、自分も「清水湊」を飲んだ。すると邱は「うまい!」と一言、しかし飲んでいるうちに二人は大喧嘩になり、石松は左目を殴られ、翌日長五郎と大柾に散々叱られ、「禁酒」「禁暴力」を厳命された。そこへ邱が現れ、「『清水湊』を8000ガロン買いたい」と、大量契約を申し込んだのだ。一同大喜び。ところが「清水湊」の原料である乾燥芋が足りない事が分かった。そこで長五郎と石松は、愛媛県は松山市で乾燥芋を造っている「都田物産」に、乾燥芋の仕入れをする事とした。
やがて二人は客船で出発するが、長五郎は〆蝶の誘惑を受け大阪で下船、石松が一人で行く事に、その船内で石松は、一人の女性と知り合う。その女性は「都田京子」といい、都田物産の社長・都田吉兵衛の娘だ。渡りに船だと喜ぶ石松。だがその様子は、同じ客船に乗っている黒駒の社長秘書・大岩に知られた。大岩は乗っている黒田に出し抜きを画策する。そうとは知らぬ石松と京子は、金毘羅代参をした後、都田家に向うが、既に都田社長は「黒駒に乾燥芋を売った」と宣言、しかも黒駒の策略で禁酒を破った石松は、黒駒に寝返った都田社長に激怒し、ぶん殴ってしまった。そして大阪の長五郎に「酒を飲んだ!都田を殴った!会社を辞める!!」と宣言。これは一大事と、長五郎は都田家に直行、ところが吉兵衛の夫人・時子は何が何だか分からない。というのも、吉兵衛は長五郎と逢うという事で、家を開けていたのだ。その結果、都田の乾燥芋も長五郎に売り渡す事になった。そして石松も許されたのだ。
かくて帰社した長五郎と石松。だが社長室には、長五郎の妻・蝶子が居た。浮気未遂の事が知られていたのだ。うろたえる長五郎に対し、大柾は「〆蝶は『ちょう』、千代子も『ちよ』で、奥さんが忘れないのですよ…」とフォローした。それを信じて帰る蝶子。

## スタッフ
- 製作：藤本真澄
- 脚本：笠原良三
- 監督：松林宗恵
- 撮影：西垣六郎
- 編集：岩下広一
- 音楽：神津善行
- 美術：浜上兵衛
- 照明：西川鶴三
- 録音：矢野口文雄
- 助監督：岩内克己

## 出演者
- 山本長五郎（「清水屋」社長）：森繁久彌
- 山本蝶子（長五郎の妻）：久慈あさみ
- 石井松太郎（「清水屋」秘書課長）：小林桂樹
- 石井てつ（松太郎の母）：英百合子
- 大柾専務（「清水屋」専務）：加東大介
- 小政工場長（「清水屋」清水工場長）：三木のり平
- 追分進吾（「清水屋」社員。石井家の居候）：夏木陽介
- 青木妙子（「清水屋」秘書）：藤山陽子
- マダム千代子（バー「バタフライ」のマダム）：草笛光子
- 芸者〆蝶（新橋の芸者）：新珠三千代
- 黒田駒造（「黒駒醸造」社長）：東野英治郎
- 邱六漢（香港のバイヤー）：フランキー堺
- 都田吉兵衛（「都田物産」社長）：有島一郎
- 都田時子（吉兵衛の妻）：一の宮あつ子
- 都田京子（吉兵衛&時子の娘）：司葉子
- 大岩（「黒駒醸造」社長秘書）：藤木悠
- とく子：丘照美
- 宿の女中：中島そのみ
- 大瀬（「清水屋」社員）：石田茂樹
- 法印（同上）：児玉清
- 増川（同上）：井上大助
- 仲居：中北千枝子
- 「バタフライ」のホステス：塩沢とき
- 専務車掌：宇留木耕嗣
- 若い男：桐野洋雄
- 女中：江幡秀子
- 新聞配達：大沢健三郎
- 社長運転手（「清水屋」）：沢村いき雄
- 寿司の板前：柳家金語楼

## 同時上映
『椿三十郎』
- 原作：山本周五郎／脚本：菊島隆三、小国英雄、黒澤明／監督：黒澤明／主演：三船敏郎／東宝・黒澤プロダクション作品
- なお、この作品は1962年1月1日に上映を開始したが、その日と翌1月2日は森繁主演の『喜劇 駅前弁当』（監督：久松静児、東京映画作品）と合わせて公開された。

## 映像ソフト
- 東宝からビデオソフト（VHS）化されたが廃盤、その後はレーザーディスクはされておらず、また、2013年から2015年から発売されたDVDマガジン「東宝 昭和の爆笑喜劇」（講談社）では、『社長シリーズ』は『サラリーマン忠臣蔵』から『続・社長紳士録』まで発売されたものの、本作と『続』はラインナップから外された。だが2021年1月に東宝から『続』と2枚セットでDVD化、公開60年を目前に初めてDVD化された。

## 参考資料
- キネマ旬報